# Милан Алексич (футболіст)
Ми́лан Але́ксич (серб. Милан Алексић; нар. 30 серпня 2005, Крагуєваць) — сербський футболіст, півзахисник англійського клубу «Сандерленд».

## Клубна кар'єра

### «Раднички 1923»
Вихованець академій футбольних клубів «Чукарички» і «Партизан». У вересні 2023 року підписав контракт з «Раднички 1923» з рідного міста Крагуєвця. 20 жовтня 2023 року дебютував за «Раднички» в матчі Суперліги проти «Напредака», вийшовши на заміну Матії Глушчевичу. 1 листопада в поєдинку Кубка Сербії проти клубу БАСК забив свій перший гол за «Раднички». 30 березня 2024 року в матчі з «Напредаком» вперше відзначився м'ячем у Суперлізі.
25 липня 2024 року в матчі загального етапу Ліги конференцій УЄФА проти чорногорського «Морнара» дебютував у єврокубках, відзначившись також переможним голом (1–0).

### «Сандерленд»
31 серпня 2024 року перейшов в англійський клуб Чемпіоншипу «Сандерленд», підписавши чотирирічний контракт. Сума трансферу становила 3,7 млн євро. 23 листопада 2024 року дебютував за «Сандерленд» в матчі Чемпіоншипу проти «Міллволла», вийшовши на заміну Аарону Конноллі. 11 січня 2025 року в поєдинку Кубка Англії проти «Сток Сіті» забив свій перший гол за клуб.

## Кар'єра в збірній
Виступав за збірні Сербії до 18, до 19 років.
19 серпня 2024 року вперше викликаний до збірної Сербії головним тренером Драганом Стойковичем для участі в матчах Ліги націй УЄФА проти збірних Іспанії та Данії. Втім участі в цих матчах не брав.
4 жовтня 2024 року отримав виклик до збірної до 21 року, за яку в підсумку дебютував у відбірковому матчі до молодіжного чемпіонату Європи проти збірної України, відзначившись забитим голом.

## Статистика виступів
Станом на 8 квітня 2025 
| Клуб              | Сезон             | Чемпіонат         | Чемпіонат | Чемпіонат | Кубок | Кубок | Кубок ліги | Кубок ліги | Єврокубки | Єврокубки | Інші  | Інші | Всього | Всього |
| Клуб              | Сезон             | Дивізіон          | Матчі     | Голи      | Матчі | Голи  | Матчі      | Голи       | Матчі     | Голи      | Матчі | Голи | Матчі  | Голи   |
| ----------------- | ----------------- | ----------------- | --------- | --------- | ----- | ----- | ---------- | ---------- | --------- | --------- | ----- | ---- | ------ | ------ |
| Раднички 1923     | 2023–24           | Суперліга         | 25        | 2         | 4     | 2     | —          | —          | —         | —         | —     | —    | 29     | 4      |
| Раднички 1923     | 2024–25           | Суперліга         | 5         | 0         | 0     | 0     | —          | —          | 2         | 2         | —     | —    | 7      | 2      |
| Раднички 1923     | Всього            | Всього            | 30        | 2         | 4     | 2     | 0          | 0          | 2         | 2         | 0     | 0    | 36     | 6      |
| Сандерленд        | 2024–25           | Чемпіоншип        | 5         | 0         | 1     | 1     | 0          | 0          | —         | —         | —     | —    | 6      | 1      |
| Всього за кар'єру | Всього за кар'єру | Всього за кар'єру | 35        | 2         | 5     | 3     | 0          | 0          | 2         | 2         | 0     | 0    | 42     | 7      |

1. ↑  Матчі в Лізі конференцій УЄФА